# أكجوجت
أكْجُوْجَت عاصمة ولاية إينشيري الموريتانيّة. تقع 256 كلم إلى شمال شرق العاصمة نواكشوط.
قرية بوفكرين القسم6
قرية بوفكرين القسم6

## الثقافة
يقام بها مهرجان سنوي لإحياء تراث المدينة العريق بتنوعه وثراءه.

## المواصلات
يربطها بالعاصمة الطريق الوطنية 1 الاسفلتيّ.

## الاقتصاد
يوجد بالمدينة منجم مهم للذهب والنحاس يسمى منجم قلب أم قرين تديره شركة مناجم النحاس الموريتانية.
تم تطوير حقل قلب ام قرين لأول مرة في أوائل السبعينيات من قبل شركة أنجلو أمريكان، إلا أنه تم إغلاقه في عام 1977 بسبب صعوبات فنية وارتفاع أسعار الوقود.
استحوذت شركة First Quantum على حصة 80% في الأصل في عام 2004 وحققت إنتاجًا تجاريًا في عام 2006، وزادت استثماراتها من خلال تحديث المصنع في عام 2008 وإضافة مصنع للماجنتيت في عام 2013. وفي عام 2010، زادت الشركة ملكيتها في قلب أم قرين إلى 100%.
توظف الشركة حوالي 1200 شخص، جميعهم تقريبًا من المواطنين الموريتانيين، وفي عام 2021 ساهمت بمبلغ 46.02 مليون دولار أمريكي في الاقتصاد الموريتاني.
تقوم الشركة حاليا بتعدين حوالي 1.6 مليون مليار متر مكعب من المواد سنويا ومعالجة حوالي 3.4 مليون طن من خام الكبريتيد سنويا، وذلك بشكل رئيسي من المخزونات الحالية. تتم معالجة هذا الخام في مصنع التعويم لإنتاج مركز النحاس والذهب.
ينتج المصنع حاليًا ما يقرب من 13,400 طن من النحاس المركز سنويًا بدرجة 21% من النحاس، وبالإضافة إلى ذلك، يتم إنتاج 570 ألف طن من مركزات المغنتيت عالي الجودة سنويًا.

## أعلام
- محمد ولد عبد العزيز
- محمد ولد الطالب